# بولیا، کوئینزلند
بولیا (به انگلیسی: Boulia) یک شهرک در استرالیا است که در Shire of Boulia واقع شده‌است.